# Atchima Eng-Chuan
Atchima Eng-Chuan (* 10. Februar 1990) ist eine thailändische Sprinterin, die sich auf die 400-Meter-Distanz spezialisiert hat und vor allem mit der thailändischen 4-mal-400-Meter-Staffel Erfolge verzeichnen konnte.

## Sportliche Laufbahn
2008 nahm Atchima Eng-Chuan an den Juniorenasienmeisterschaften in Jakarta teil und gewann dort die Goldmedaille mit der 4-mal-100-Meter-Staffel und verpasste mit der 4-mal-400-Meter-Staffel als Vierte nur knapp eine weitere. Zudem nahm sie an den Juniorenweltmeisterschaften in Bydgoszcz teil, schied dort aber über 200 Meter und mit der 4-mal-400-Meter-Stafette in den Vorläufen aus. 2013 gewann sie mit der Staffel die Goldmedaille bei den Südostasienspielen in Naypyidaw und belegte im Einzelbewerb über 400 Meter Platz vier. 2014 gewann sie die Silbermedaille mit der Staffel bei den Hallenasienmeisterschaften im chinesischen Hangzhou. Bei den Asienspielen in Incheon schied sie im Einzelbewerb im Vorlauf aus und belegte mit der Staffel Platz vier. Auch bei den Südostasienspielen 2015 in Singapur gewann sie mit der Staffel eine Medaille, diesmal Silber. Bei der Universiade in Gwangju erreichte sie mit der Staffel den siebten Platz. 2017 belegte sie bei den Asienmeisterschaften im indischen Bhubaneswar mit der Staffel den fünften Rang. Bei den Südostasienspielen in Kuala Lumpur gewann sie die Silbermedaille mit der Staffel. In derselben Woche nahm die Studentin der Universität Bangkok an den Studentenweltspielen in Taipeh teil und erreichte mit der Staffel den siebten Platz. Anfang September gewann sie bei den Asian Indoor & Martial Arts Games 2017 in Aşgabat die Goldmedaille mit der Staffel und mit neuem thailändischen Rekord die Bronzemedaille über 400 Meter.

## Bestleistungen
- 200 Meter: 24,50 s (+0,5 m/s), 24. März 2008 in Ubon Ratchathani
- 400 Meter: 55,12 s, 20. Juli 2014 in Rheinau
  - 400 Meter (Halle): 54,45 s, 19. September 2017 in Aşgabat (thailändischer Rekord)